# Moosleerau
Moosleerau (schweizertyska: Moslerb) är en ort och kommun i distriktet Zofingen i kantonen Aargau, Schweiz. Kommunen har 957 invånare (2023).